# 珠海大劇院
珠海大劇院（しゅかいだいげきいん）は中国の広東省珠海市にある劇場である。野狸島の埋め立て地に建てられ、2016年に開業した。ツキヒガイの形を真似た特徴的な外観をしており、クラシック音楽のコンサートから2.5次元ミュージカルまで、さまざまな演目に対応できるホールを備えている。珠海市の新しい「ランドマーク」と見なされている。

## 外観と収容人数
珠海市野狸（イェリ）島の北部の埋め立て地に建てられており、「中国で唯一島に建設されたオペラハウス」である。ツキヒガイをモチーフにした独特の形状をしている。2枚の貝のような形で、大ホール（主にオペラ上演などに使用）である「日貝」は高さが90メートルで収容人数は1600席前後、小ホール（コンサートなどに使用）である「月貝」の収容人数は500席前後である。面積は59000平方メートルである。劇場内には展望台もある。

## 来歴
2010年4月28日に着工された。2013年12月29日には主要部分の概形ができた。建物が完成するまでは開発者と地域住民の間で議論があり、巨大で景観に大きな影響を与える建物と考えられたため、必ずしも地域住民からの評判は良くなかった。
2016年10月27日に劇場としての稼働が開始した。売り出されたこけら落とし公演のチケット1550枚はすぐに完売した。2016年12月31日、こけら落とし公演としてロシア国立交響楽団による2017年ニューイヤーコンサートが行われた。初年度は125の団体が156公演を実施し、92％の座席が埋まり、総来場者数は14万人であった。劇場の完成前は形状などについての賛否両論があったが、完成後はおおむね地域住民から良い評価を得ている。
2017年5月19日から21日まで、2.5次元ミュージカルである『ミュージカル『刀剣乱舞』 ～三百年（みほとせ）の子守唄』の中国公演が行われた。この際は日本からも女性を中心とするファンが観劇のため珠海を訪れ、珠海大劇院が「日中の審神者」でいっぱいになったという。
2019年には、珠海大劇院の前で子供たちがファーウェイを褒めたたえる歌を歌いながら踊る映像がバイラルビデオとして話題になった。

## アクセス
本土からは野狸島まで新月橋をわたってアクセスできる。劇場から少し離れたところにはイオンやスターバックスなどの店があるが、周辺部は2017年時点で開発途中であり、あまり周囲に建築物はなかった。